# Janusz Grymiński
Janusz Grymiński (ur. 1934, zm. 28 kwietnia 2007) – polski lekarz, wieloletni sekretarz zarządu Głównego Towarzystwa Ftyzjopneumonologicznego, autor licznych prac naukowych z zakresu gruźlicy, chorób płuc oraz ultrasonografii, publikowanych zarówno w kraju jak i za granicą. 
Był absolwentem Akademii Medycznej w Warszawie z 1957 r., w tym samym roku rozpoczął pracę w Instytucie Gruźlicy i Chorób Płuc w Warszawie, gdzie prowadził pionierskie badania nad wprowadzeniem ultrasonografii do diagnostyki chorób opłucnej, przy pomocy przerobionego defektoskopu do badania metalu. Grymiński stworzył również w Instytucie Gruźlicy i Chorób Płuc - Pracownię Ultrasonografii, w której pracował do momentu przejścia na emeryturę w 2001 r.